# Real Monasterio de Santa Ana
El Real Monasterio de Santa Ana es un monasterio situado en la ciudad española de Ávila, capital de la provincia homónima, en la comunidad autónoma de Castilla y León. Fue declarado Bien de Interés Cultural con la categoría de monumento el 15 de enero de 1982.

## Descripción
El edificio presenta la forma de un cuadrilátero, organizado alrededor de un gran patio central, con columnas y arquerías en sus cuatro costados, que se alzan en tres cuerpos superpuestos, caso único en Ávila, dónde este tipo de construcciones suele tener solamente dos alturas. La modificación de este patio, en la forma actual, es obra del siglo XVII. De la época primitiva de su fundación, año 1350, quedan solamente a la vista una escalera de piedra, unos arcos especie de lucillo, en la pared que da a la sala capitular, y el enlosado de la galería de la planta baja que sirvió de enterramiento a la comunidad.